# علیپوردوار I
علیپوردوار۲(بلوک توسعه عوام) (به انگلیسی: Alipurduar I (community development block)) یک منطقهٔ مسکونی در هند است که در بنگال غربی واقع شده‌است.

## خصوصیات
علیپوردوار۲ ۱۹۶٫۲۲ کیلومترمربع مساحت و ۱۹۷٬۱۶۰ نفر جمعیت دارد.